# 吉姆·韦德伯恩
吉姆·韦德伯恩（英語：Jim Wedderburn，1938年6月23日—），巴巴多斯男子田径运动员。他曾代表英属西印度群岛参加1960年夏季奥林匹克运动会田径比赛，获得男子4×400米接力铜牌。